# 张即之
张即之（1186年—1263年），字温夫，历阳（今安徽和县）人，南宋书法家。

## 生平
参知政事张孝伯之子，生于鄞县桃源乡（今浙江省宁波市海曙区横街镇）。博学多识，“性修洁，喜校书，经史皆手定善本。”。以父荫铨中两浙转运使，官至司农寺丞。后知嘉兴縣，以言論罢歸。授太子太傅、直秘阁致仕。工书，学米芾，而参用欧阳询、褚遂良的体势笔法，尤善写大字。《宋史》本传称其“以能书闻天下”，“大字古雅遒劲，细书尤俊健不凡”。墨跡為金人珍愛。存世书籍有《报本庵记》、《书杜诗卷》等。

## 延伸閱讀
[在维基数据编辑]
 《四明人鑑·宋大中大夫直祕閣學士張公即之》，出自《四明人鑑》
 《宋史/卷445》，出自脱脱《宋史》
 在维基共享资源阅览影像

## 外部連結
- 黃啟江：〈南宋書家張即之的方外遊 （页面存档备份，存于）〉。